# Troica (Kraj Krasnojarski)
Troica (ros. Троица) – wieś (sieło) w Rosji, w Kraju Krasnojarskim, w rejonie pirowskim. W 2010 liczyła 520 mieszkańców.